# Dinastia arsácida da Albânia
Dinastia arsácida da Albânia ou arsácidas albaneses (em azeri:  Alban Arşakiləri) foi uma dinastia real de origem parta que governou na Albânia caucasiana nos séculos I a VI.
Eles eram um ramo cadete dos arsácidas armênios e, junto com as dinastias arsácidas da vizinha Grande Armênia e Ibéria, formaram uma federação familiar pan-arsácida.

## Origem

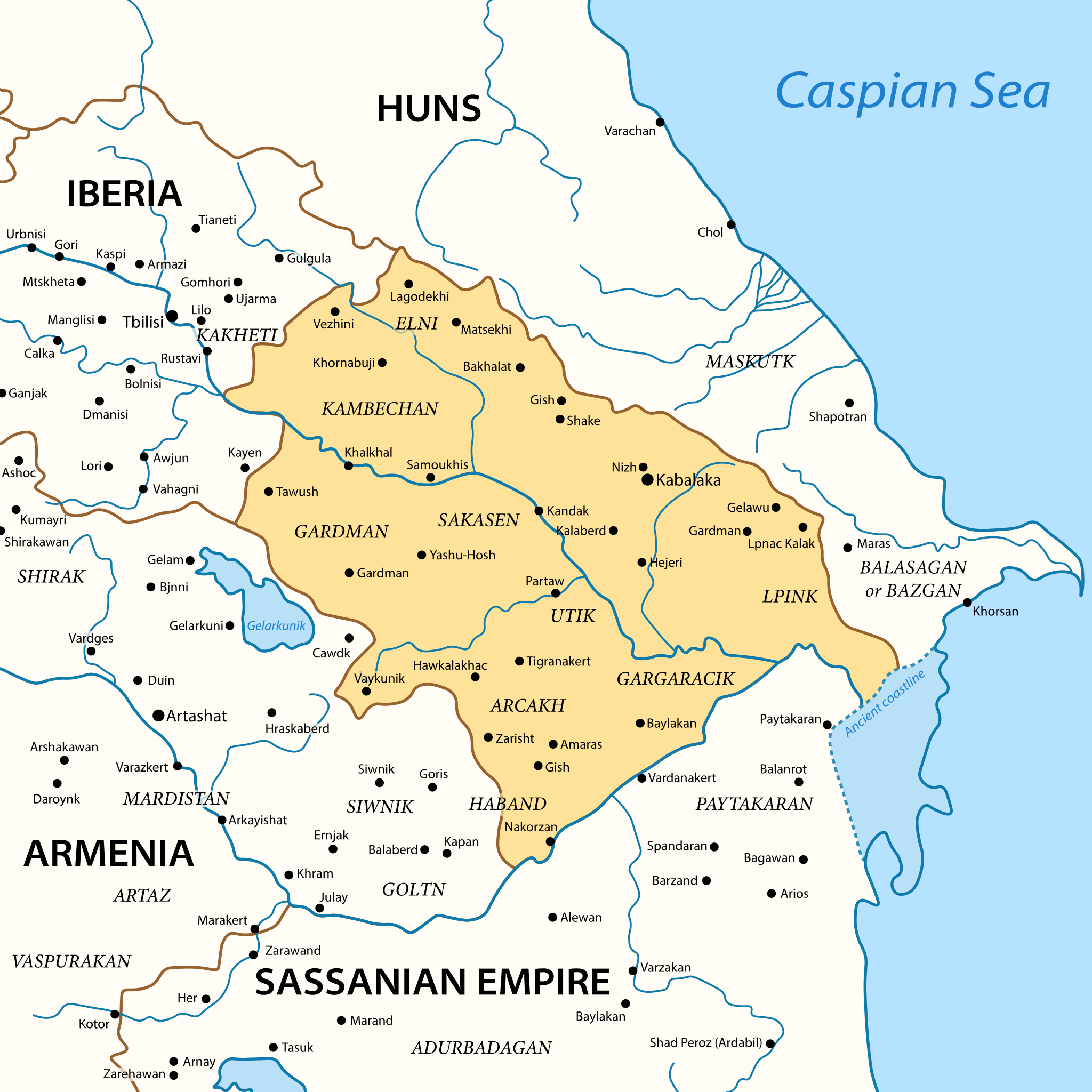
Albânia no século V

A história inicial da dinastia é desconhecida. De acordo com a lenda contada por Moisés de Calancatua, os Arsácidas são originários do lendário Arrã. Na sua apresentação da história antiga, o próprio Moisés de Calancatua baseia-se em grande parte no trabalho de Moisés de Corene, como ele próprio admite: “Mas é aí que Kertolahair Movses vem em nosso socorro...”. Foi Moisés de Corene quem primeiro mencionou o patriarca Arrã, que foi nomeado governante de Aluanque (Albânia) pelo rei armênio Valarsaces I.

Durante o reinado da dinastia arsácida, na segunda metade do século IV, o cristianismo espalhou-se na Albânia, tornando-se a religião do Estado, e foi criada a Igreja Apostólica Albanesa. A residência dos Católicos até o século VI foi a cidade de Gabala (Cabalaca).
E aqui estão eles, os reis da Albânia, descendentes do parente de Haico Arrã, a quem Valarxaque Parteve nomeou governante e príncipe dessas terras - Vachagã o Primeiro, Vache, Urnair. Este, tendo aparecido ao grande soberano dos armênios Tiridates III e São Gregoris, foi por ele batizado. E São Gregório ordenou bispo um de seus servos, que chegara com ele dos romanos, e o entregou ao rei Urnair. [Depois havia] Vachagã, Mercavã, Sato, Asai, Arsvalém. Durante os dias de seu [reinado] (Arsvalém), o abençoado Mesrobes inventou os escritos armênios, georgianos e aluanos.

— Ciríaco de Ganzaca (século XIII).

## Reis

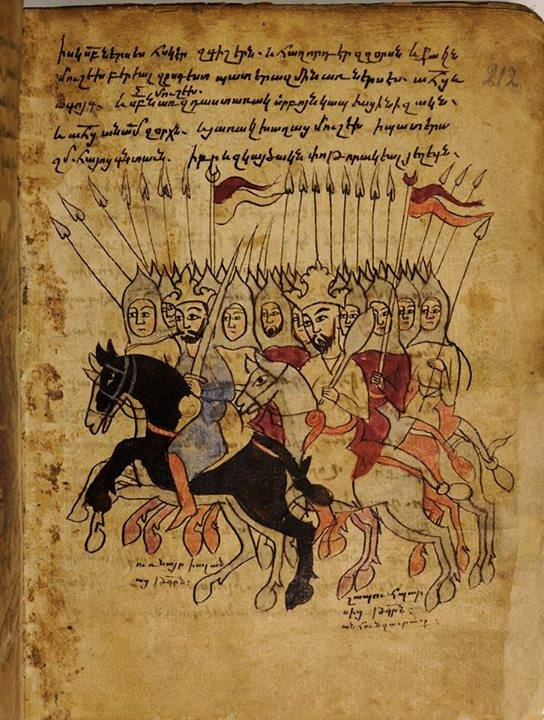
Miniatura representando o rei albanês Urnair e o rei sassânida na "História do país albanês"

Moisés de Calancatua lista dez reis desta dinastia (provavelmente nem todos estão listados):
- Vachagã I, o Bravo (ca. 300 - ca. 336);
- Vache I (c. 336 - c. 350);
- Urnair (aprox. 350 - aprox. 375);
- Vachagã II (c. 375-385);
- Miravã (cerca de 385 - 395);
- Satoi (ca. 395 – ca. 405);
- Asai (ca. 405 - ca. 415);
- Arsvalém (ca. 415 - ca. 440);
- Vache II (ca. 440 - 462);
- Vachagã III, o Piedoso (ca. 485 - ca. 510);

Começando com Urnair, os arsácidas repetidamente tomaram esposas das famílias dos reis sassânidas governantes do Irã; A mãe de Urnair era uma princesa sassânida, e ele próprio era casado com uma filha de Sapor II, e Arsvalém era provavelmente seu descendente; Vache II era sobrinho de Isdigerdes II e filho de um rei albanês, provavelmente Arsvalém; O próprio Vache II casou-se com a sobrinha (ou irmã) de Peroz I; e Vachagã III era filho (ou sobrinho) de Isdigerdes II e irmão (ou sobrinho) de Vache II. Murtazali Gadjiev chama os Arsácidas da Albânia de “Arsácidas-Sassânidas”. Esta relação aumentou a influência sassânida na Albânia, aumentando a importância da língua persa média no país.

## Extinção
Praticamente não há informações sobre o príncipe Arrã e seus sucessores. Segundo a lenda, no início do século VII, os mirrânidas convidaram 60 pessoas dos arranxaíquidas para um banquete e mataram todos eles, com exceção de Zarmir, que se casou com a princesa mirrânida. Assim, a família  Mirrânida tornou-se governante e príncipe-chefe de toda a Albânia caucasiana até 822. Posteriormente, o poder passou para o príncipe armênio de Xaqui, Sal Simbácio.